# Abraham Fischer
Abraham Fischer (født 1850, død 13. november 1913) var den eneste statsminister i Orange River Colony i det sydlige Afrika. 
Han var oprindelig advokat i Kapkolonien. Han blev vicepræsident i Oranjefristatens Volksraad i 1893 og medlem af det udøvende råd i 1896. Under anden boerkrig drog han til Europa for at samle støtte for boerne. Han returnerede i 1903 for at praktisere i den nyligt oprettede Orange River Colony.
Fischer fortsatte at fremme boernes sag og hjalp til med at danne partiet Oranje Unie i maj 1906, som han blev formand for. Partiet vandt flertallet af repræsentanter i koloniens første valg, som blev holdt i november 1907. 27. november blev han valgt som statsminister og fortsatte i denne stilling, til den ophørte med at eksistere, da Unionen Sydafrika blev oprettet den 31. maj 1910. Han sluttede sig så til regeringen i den nye union.
Han var bedstefar til Bram Fischer, en kendt antiapartheid–aktivist.